# موکساتین
موکساتین (انگلیسی: Moxastine) یک داروی آنتی هیستامین و آنتی کولینرژیک, بر پایه دیفن هیدرامین است.